# Rhyacophila soror
Rhyacophila soror là một loài Trichoptera trong họ Rhyacophilidae. Chúng phân bố ở miền Tân bắc.